# I Want You Back
I Want You Back ist ein Pop-Song von The Jackson Five aus dem Jahr 1969. Er wurde von der als The Corporation bekannten Songwriter-Gruppe Berry Gordy Jr., Freddie Perren, Deke Richards und Fonce Mizell geschrieben und produziert. Das Musikmagazin Rolling Stone wählte das Lied 2004 auf Platz 121 seiner Liste der 500 besten Songs aller Zeiten.

## Geschichte
Die Songwriter The Corporation hatten ein Lied mit dem Titel „I Want to be Free“ geschrieben, das ursprünglich von Gladys Knight oder Diana Ross gesungen werden sollte. Berry Gordy, Inhaber des Plattenlabels Motown, forderte, dass das Lied umgeschrieben wird, sodass es von Kindern gesungen werden kann. The Corporation schrieben einen neuen Text und The Jackson Five nahmen das Lied unter dem Titel „I Want You Back“ für ihr Debütalbum Diana Ross Presents the Jackson Five auf.

## Veröffentlichung
I Want You Back wurde im Oktober 1969 in den USA und im Januar 1970 in Europa als erste Singleauskopplung aus dem Debütalbum veröffentlicht, auf der B-Seite befand sich eine Coverversion des The-Miracles-Klassikers Who’s Lovin’ You. Zu Promotionzwecken trat die Band im Dezember 1969 in der Ed Sullivan Show auf, wo sie beide Titel spielte. Die Single war der erste Nummer-eins-Hit der Jackson Five und belegte in den US-amerikanischen Jahres-Singlecharts 1970 Platz 19.

## Kommerzieller Erfolg

### Chartplatzierungen
| ChartsChartplatzierungen       | Höchstplatzierung | Wochen |
| ------------------------------ | ----------------- | ------ |
| Deutschland (GfK)              | 76 (2 Wo.)        | 2      |
| Schweiz (IFPI)                 | 31 (3 Wo.)        | 3      |
| Vereinigte Staaten (Billboard) | 1 (19 Wo.)        | 19     |
| Vereinigtes Königreich (OCC)   | 2 (21 Wo.)        | 21     |

| ChartsJahrescharts (1970)      | Platzierung |
| ------------------------------ | ----------- |
| Vereinigte Staaten (Billboard) | 28          |

| ChartsChartplatzierungen     | Höchstplatzierung | Wochen |
| ---------------------------- | ----------------- | ------ |
| Vereinigtes Königreich (OCC) | 8 (9 Wo.)         | 9      |

### Auszeichnungen für Musikverkäufe
| Land/Region                  | Auszeichnungen für Musikverkäufe (Land/Region, Auszeichnung, Verkäufe) | Verkäufe  |
| ---------------------------- | ---------------------------------------------------------------------- | --------- |
| Dänemark (IFPI)              | Platin                                                                 | 90.000    |
| Deutschland (BVMI)           | Gold                                                                   | 250.000   |
| Japan (RIAJ)                 | Gold                                                                   | 100.000   |
| Neuseeland (RMNZ)            | 3× Platin                                                              | 90.000    |
| Spanien (Promusicae)         | Platin                                                                 | 60.000    |
| Vereinigte Staaten (RIAA)    | Platin                                                                 | 1.000.000 |
| Vereinigtes Königreich (BPI) | 3× Platin                                                              | 1.800.000 |
| Insgesamt                    | 2× Gold · 9× Platin ·                                                  | 3.390.000 |

## Coverversionen
I Want You Back wurde unter anderem von Harold Mabern, Martha & the Vandellas, Eric B. & Rakim, BLACKstreet & Mýa feat. Mase, Jive Bunny & the Mastermixers, Jay-Z, Lil' Romeo sowie Irma & will.i.am, Twice und Victorious neu interpretiert.